# Cala en Bosc
La platja de Cala en Bosc es troba al sud del terme municipal de  Ciutadella.
Està situada a la urbanització de nom homònim a 12 quilòmetres al sud de Ciutadella, entre el Lago de Cala en Bosch (petit port esportiu) i la Punta de sa Guarda.
És una platja d'arena blanca que es troba rodejada d'hotels, per aquesta raó la seva ocupació és molt alta, sobretot per part de turistes que es troben allotjats als seus voltants.
S'hi pot accedir amb autobús (la parada és davant la mateixa platja) o bé en vehicle particular (hi ha aparcament gratuït a la zona).
Té servei de lloguer d'hamaques i para-sols, socorrista i ben a prop hi ha la zona de més ambient nocturn de la urbanització.